# Genki Sudō
Genki Sudō (jap. 須藤 元気 Sudō Genki; * 8. März 1978 in Kōtō, Tokio) ist ein ehemaliger japanischer K-1- und MMA-Kämpfer, Autor und Musiker. Als Politiker war er von 2019 bis 2024 Senator für den landesweiten Verhältniswahlkreis über die Liste der Konstitutionell-Demokratischen Partei (KDP), auf der er bei der Wahl 2019 mit 73.787 Stimmen den achten und letzten für eine Wahl ausreichenden Platz gewann. Im Juni 2020 reichte er bei der KDP aufgrund von Meinungsverschiedenheiten bezüglich der Mehrwertsteuer ein Parteiaustrittsgesuch ein, das jedoch wegen seiner Wahl über die Parteiliste nicht genehmigt wurde. Sudō hatte im Wahlkampf für die Gouverneurswahl in Tokio im Juli 2020 entgegen der Linie seiner Partei den Kandidaten Tarō Yamamoto unterstützt und eine Abschaffung der Mehrwertsteuer gefordert. An der Neugründung der KDP im September 2020, die durch einen Zusammenschluss mit der Demokratischen Volkspartei zustande kam, beteiligte sich Sudō nicht und wurde parteilos. Seinen Senatssitz verlor Sudō automatisch, als er im April 2024 parteiloser Kandidat bei der Nachwahl zum Repräsentantenhaus im 15. Wahlkreis von Tokio wurde; mit rund 17 % der Stimmen unterlag er Natsumi Sakai (29 %; KDP). Bei der allgemeinen Repräsentantenhauswahl im Oktober 2024 kandidierte er erneut und unterlag knapp.
Er bestritt seinen letzten Kampf am 31. Dezember 2006. Im Interview nach diesem Kampf gab er bekannt, dass er nicht mehr professionell kämpfen wird. Er kämpfte vor allem in den Mixed-Martial-Arts-Organisationen K-1, HERO’s und Pancrase in Japan und Ultimate Fighting Championship in den USA. Zum Publikumsmagneten wurde er in Japan vor allem wegen seiner aufwendigen Shows vor Kampfbeginn, seiner Tanzeinlagen während des Kampfs und seines unberechenbaren, aber hoch technischen Jiu-Jitsu-Kampfstils. Seine Markenzeichen waren der eingesprungene Triangle Choke und die Spinning Back-Fist.
Seit 2005 betätigt er sich als Essayist. Zudem ist er seit 2009 als Komponist, Texter, Sänger und Choreograph für die Gruppe World Order tätig.

## Titel und Auszeichnungen
- Japanischer Juniormeister im Ringen
- Weltmeister des Japanischen „UFC-J“[7]
- Gewinner des „West Submission Tournament“
- Auszeichnung als bester Kämpfer bei „UFC38 Brawl at the Hall“
- Auszeichnung als bester Kämpfer bei „UFC47 It‘s On!“ (Er ist bis heute der einzige Japaner, dem diese Auszeichnung zweimal verliehen wurde)
- Gewinner des „Brazilian Jujutsu Copa Pacifica Tournament“
- Gewinner des „wadai“-Preises beim „Short short Film Festival“
- Gewinner der Auszeichnung für den besten Neuling bei der „15th Taisho exhibition“

## Kampfstil
Bedenkt man die verschiedenen Kampfstile, die Genki Sudo gelernt hat und im Ring einsetzte, wird es schwierig seinen Stil genau zu beschreiben. Er setzte im Ring seine Fähigkeiten als Kickboxer genauso ein wie seine Fertigkeiten aus dem Brazilian Jiu-Jitsu und dem Ringen. Berücksichtigt man jedoch seine MMA-Statistik (unten), dann bemerkt man vor allem, dass er seine Kämpfe hauptsächlich durch Hebel- und Würgetechniken beenden konnte.
Seinen Spitznamen Trickster bekam er in Japan, da er aus scheinbar ausweglosen Situationen den Kampf für sich entscheiden konnte und dies oft mit spektakulären Bewegungen tat. Als Beispiel ist hier vor allem der, schon oben erwähnte, eingesprungene Triangle Choke zu nennen. Dabei sprang er aus dem Clinch den Gegner mit beiden Beinen an, verschränkte sie um den Hals des Gegners und brachte ihn damit zum Aufgeben.

### Ring Performance
Seine Tanzeinlagen während des Kampfes werden bis heute von mehreren MMA-Fans kritisiert, da diese darin eine Beleidigung und Respektlosigkeit gegenüber dem Gegner sehen. Genki Sudo selbst meint dazu, dass er diese Bewegungen benötigt, um in den Rhythmus des Kampfes zu finden, wobei er vehement abstreitet, dass er keinen Respekt vor seinen Gegnern habe. Fakt ist, dass Sudo einer der wenigen MMA-Kämpfer war, der nach seinem Kampf seinen Kontrahenten aufhalf und sich nach deren Zustand informierte und sich erst nach einer positiven Rückmeldung an seinem Sieg erfreute.

## Mixed-martial-arts-Statistik
| Result     | Record | Gegner            | Methode                       | Event                                         | Datum         | Runde | Zeit  | Ort              |
| ---------- | ------ | ----------------- | ----------------------------- | --------------------------------------------- | ------------- | ----- | ----- | ---------------- |
| Sieg       | 15-5-1 | Damacio Page      | Submission (Triangle Choke)   | K-1 – Premium 2006 Dynamite!!                 | 31. Dez. 2006 | 1     | 3:05  | Osaka, Japan     |
| Sieg       | 14-5-1 | Ole Laursen       | Decision (Unanimous)          | K-1 – Hero"s 4                                | 15. März 2006 | 3     | 5:00  | Tokyo, Japan     |
| Niederlage | 13-5-1 | Norifumi Yamamoto | TKO (Punches)                 | K-1 – Premium 2005 Dynamite!!                 | 31. Dez. 2005 | 1     | 4:39  | Osaka, Japan     |
| Sieg       | 13-4-1 | Hiroyuki Takaya   | Submission (Triangle Choke)   | K-1 – Hero"s 3                                | 7. Sep. 2005  | 2     | 3:47  | Tokyo, Japan     |
| Sieg       | 12-4-1 | Kazuyuki Miyata   | Submission (Armbar)           | K-1 – Hero"s 3                                | 7. Sep. 2005  | 2     | 4:45  | Tokyo, Japan     |
| Sieg       | 11-4-1 | Ramon Dekker      | Submission (Heel Hook)        | K-1 – Hero"s 1                                | 26. März 2005 | 1     | 2:54  | Saitama, Japan   |
| Sieg       | 10-4-1 | Royler Gracie     | KO (Punches)                  | K-1 MMA – ROMANEX                             | 22. Mai 2004  | 1     | 3:40  | Saitama, Japan   |
| Sieg       | 9-4-1  | Mike Thomas Brown | Submission (Triangle/Armbar)  | UFC 47 – It"s On                              | 2. Apr. 2004  | 1     | 3:31  | Nevada, USA      |
| Sieg       | 8-4-1  | Eric Esch         | Submission (Heel Hook)        | K-1 – Premium 2003 Dynamite!!                 | 31. Dez. 2003 | 2     | 0:41  | Nagoya, Japan    |
| Niederlage | 7-4-1  | Duane Ludwig      | Decision (Unanimous)          | UFC 42 – Sudden Impact                        | 25. Apr. 2003 | 3     | 5:00  | Florida, USA     |
| Sieg       | 7-3-1  | Leigh Remedios    | Submission (Rear Naked Choke) | UFC 38 – Brawl at the Hall                    | 13. Juli 2002 | 2     | 1:38  | England          |
| Sieg       | 6-3-1  | Ken’ichi Yamamoto | Submission (Rear Naked Choke) | Rings – World Title Series 5                  | 21. Dez. 2001 | 2     | 1:46  | Yokohama, Japan  |
| Sieg       | 5-3-1  | Brian Lo-A-Njoe   | Submission (Triangle Choke)   | Rings – Battle Genesis Vol. 8                 | 21. Sep. 2001 | 1     | 2:17  | Tokyo, Japan     |
| Sieg       | 4-3-1  | Craig Oxley       | Submission (Achilles Lock)    | Pancrase – Trans 6                            | 31. Okt. 2000 | 1     | 3:14  | Tokyo, Japan     |
| Draw       | 3-3-1  | Andre Pederneiras | Draw                          | C2K – Colosseum 2000                          | 26. Mai 2000  | 1     | 15:00 | Japan            |
| Niederlage | 3-3    | Kiuma Kunioku     | Decision (Unanimous)          | Pancrase – Trans 2                            | 27. Feb. 2000 | 2     | 3:00  | Osaka, Japan     |
| Sieg       | 3-2    | Nathan Marquardt  | Submission (Armbar)           | Pancrase – Breakthrough 11                    | 18. Dez. 1999 | 1     | 13:31 | Yokohama, Japan  |
| Sieg       | 2-2    | Victor Hunsaker   | Submission (Elbows)           | Pancrase – Breakthrough 9                     | 25. Okt. 1999 | 1     | 1:43  | Tokyo, Japan     |
| Niederlage | 1-2    | Minoru Toyonaga   | Decision (Unanimous)          | Pancrase – 1999 Neo-Blood Tournament, Round 2 | 1. Aug. 1999  | 2     | 3:00  | Tokyo, Japan     |
| Sieg       | 1-1    | Kousei Kubota     | Decision (Unanimous)          | Pancrase – 1999 Neo-Blood Tournament, Round 1 | 1. Aug. 1999  | 2     | 3:00  | Tokyo, Japan     |
| Sieg       |        | Tiki Ghosn        | Decision (Unanimous)          | ES 2 – Extreme Shoot 2                        | 6. Juni 1998  | N/A   |       | Kalifornien, USA |